# Addicted (album)
Pour les articles homonymes, voir Addicted (homonymie).
Albums de The Devin Townsend Project
Ki
(2009) Deconstruction
(2010)
Addicted est un album du Devin Townsend Project, un projet du musicien canadien Devin Townsend. Cet album est le deuxième du Devin Townsend Project, et le onzième de Townsend. Les musiciens choisis pour cet album sont Ryan Van Poederooyen, Brian Waddell, Mark Cimino, et Anneke van Giersbergen. L'album est produit et composé par Devin Townsend, et est sorti le 17 novembre 2009 sur son label indépendant, HevyDevy Records.

## Historique
Addicted est le deuxième album d'une série de quatre du Devin Townsend Project. Chaque album possède son propre thème et ses propres musiciens. Addicted est produit et composé par Devin Townsend. Anneke van Giersbergen, ancienne membre du groupe hollandais The Gathering participera au chant en même temps que Devin. Brian Waddell et Ryan Van Poederooyen du Devin Townsend Band jouent respectivement à la basse et à la batterie, tandis que Mark Cimino est à la guitare aux côtés de Townsend. Townsend, Randy Staub, et Mike Fraser sont tous les trois responsables du mixage de l'album. L'enregistrement de l'album a commencé le 6 mai 2009,.

## Musique
D'après Devin Townsend, Addicted est un album « mélodique » et « dansant », mais également « beaucoup plus violent » que ses précédents albums avec le Devin Townsend Band. Townsend a rapproché la composition de son album avec celle de ses chansons les plus accessibles, comme Life d'Ocean Machine: Biomech (1997), Stagnant de Terria (2001), et Material de Physicist (2000). Le style de production de l'album a été directement influencé par celui de Dark Horse de Nickelback,. Townsend a lancé d'un ton malicieux que « certaines parties sonneront comme Meshuggah, d'autres sonneront comme Boney M. ». Addicted contient une nouvelle version de la chanson Hyperdrive de l'album Ziltoid the Omniscient avec Anneke van Giersbergen au chant, la chanson ayant déjà été reprise par le groupe de la chanteuse, Agua de Annique.

## Sortie
L'album est sorti dans le catalogue du label indépendant de Townsend, HevyDevy Records. La pochette de l'album est réalisée par Travis Smith, qui a également réalisé les pochettes des précédents albums de Townsend Terria, Accelerated Evolution, et Ziltoid the Omniscient.

## Titres
Toutes les chansons sont écrites et composées par Devin Townsend, sauf précision contraire.
| 1.    | Addicted!                         | 5:37 |
| 2.    | Universe In A Ball!               | 4:09 |
| 3.    | Bend It Like Bender!              | 3:37 |
| 4.    | Supercrush!                       | 5:13 |
| 5.    | Hyperdrive!                       | 3:36 |
| 6.    | Resolve!                          | 3:12 |
| 7.    | Ih-Ah!                            | 3:45 |
| 8.    | The Way Home! (Townsend, Waddell) | 3:14 |
| 9.    | Numbered!                         | 4:55 |
| 10.   | Awake!                            | 9:44 |
| 46:49 |                                   |      |

## Personnel

### Musiciens
- Devin Townsend – chant, guitare
- Ryan Van Poederooyen – batterie
- Brian Waddell – basse
- Mark Cimino – guitare
- Anneke van Giersbergen – chant

### Production
- Devin Townsend – production, mixage
- Randy Staub – mixage
- Mike Fraser – mixage
- Travis Smith – couverture